# Pedro Paulo (futebolista)
Pedro Paulo Teles Marcelino, conhecido como Pedro Paulo, (Pedro Leopoldo, 15 de agosto de 1945 — Belo Horizonte, 14 de fevereiro de 2008) foi um futebolista brasileiro que atuava como lateral-direito.

## Biografia
Pedro Paulo inciou a carreira no Cruzeiro em 1963, aos 17 anos. No clube foi muitas vezes campeão e um dos nomes mais marcantes da história celeste: é o 17º jogador com mais partidas pelo clube, com 405. Passou onze anos no Cruzeiro, conquistando oito campeonatos mineiros, e o Campeonato Brasileiro de 1966, em que foi titular nas finais contra o Santos de Pelé. Em 1968, jogou um amistoso pela Seleção Brasileira, uma vitória de 3-2 sobre a Argentina, em que nove dos titulares eram cruzeirenses. Após a chegada de Nelinho, Pedro Paulo chegou a jogar como zagueiro e volante. Saiu do Cruzeiro em 1974 e passou por vários clubes antes de encerrar a carreira, mas sem o mesmo destaque. Ele ainda foi treinador da equipe júnior do Sete de Setembro entre 1984 e 1989. Pedro Paulo faleceu em 2008 por conta de complicações de um AVC.

## Títulos
Cruzeiro
- Campeonato Mineiro: 1965, 1966, 1967, 1968, 1969, 1972, 1973 e 1974
- Campeonato Brasileiro: 1966